# Clytorhynchus hamlini
El monarca de la Rennell (Clytorhynchus hamlini) es una especie de ave paseriforme de la familia Monarchidae endémica de la isla de Rennell. Su nombre binomial conmemora al Dr. Hannibal Hamlin, líder se la Expedición Whitney a los Mares del Sur (1920-1932), que falleció en 1982.

## Distribución y hábitat
Es endémica de la isla de Rennell, en sur de las islas Salomón. Sus hábitats naturales son los bosques bajos húmedos tropicales.